# 포도막염
포도막염(-膜炎, Uveitis)은 포도막의 염증이다.

## 분류
포도막염은 주로 영향을 미치는 눈의 부위에 따라 해부학적으로 전방, 중간, 후방, 전체라는 형태로 나뉜다. 20세기 이전에 포도막염은 일반적으로 안염(ophthalmia)을 가리켰다.
- 전방 포도막염(앞포도막염, Anterior uveitis)
- 중간 포도막염(intermediate uveitis)
- 후방 포도막염(뒤포도막염, Posterior uveitis)
- 전체 포도막염(Pan-uveitis)

## 치료
포도막염은 보통 당질 코르티코이드로 치료할 수 있으며, 국부 점안액(프레드니솔론 아세테이트)이나 구강 요법을 통해 수행된다.